# Johann Ernst Probst

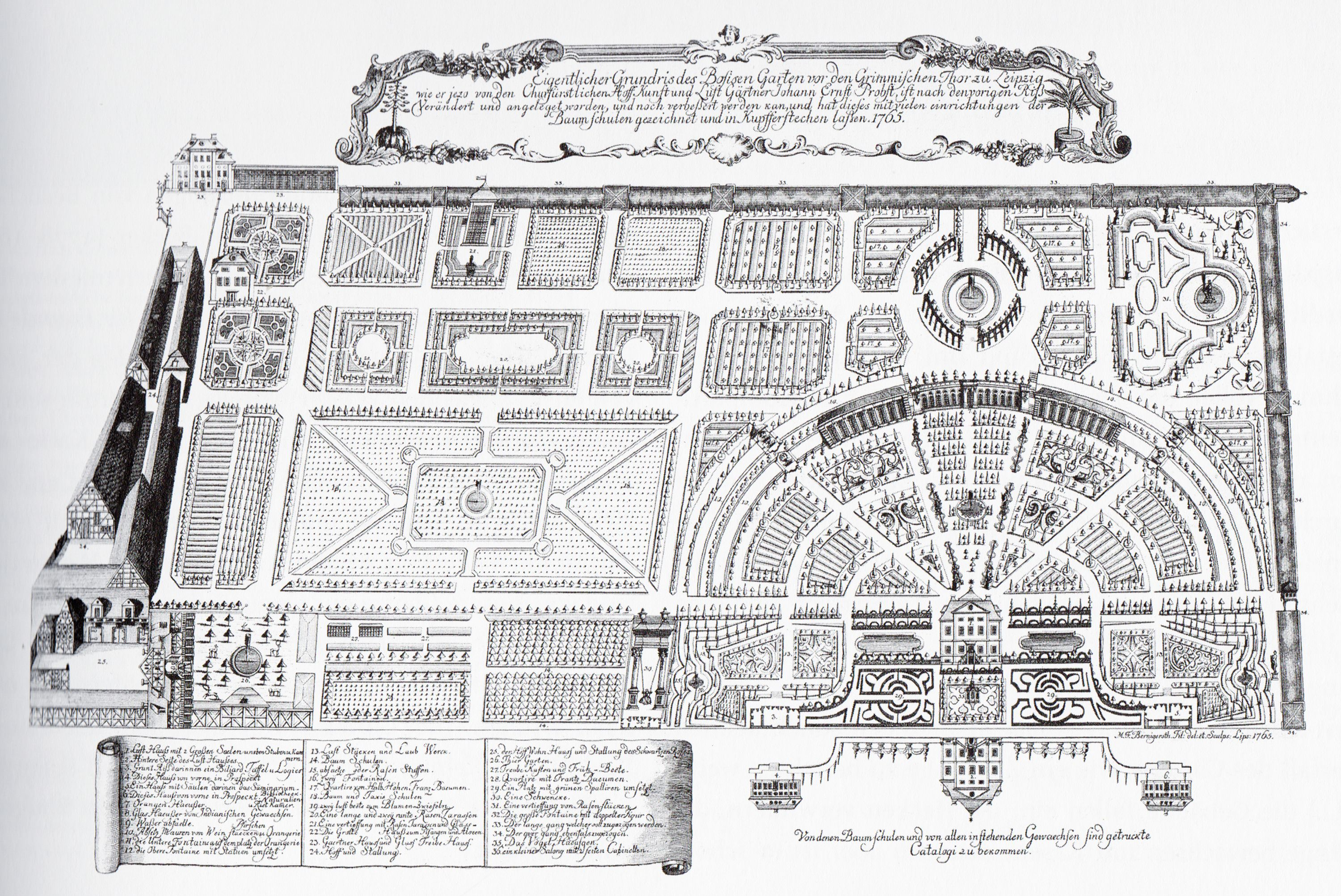
Großbosischer Garten um 1765 nach einer Zeichnung von Probst

Johann Ernst Probst (auch Probsten) († 1782 in Leipzig) war ein deutscher Gärtner und Autor diverser botanischer Schriften.
Probst war Churfürstlicher Hoff-Kunst und Lustgärtner im Bosischen Garten vor dem Grimmischen Thor zu Leipzig. Er war als Nachfolger von Elias Peine und Achates Wehmann Herausgeber verschiedener Pflanzenverzeichnisse. Im Leipziger Adressbuch wird er von 1747 bis 1768 als Gärtner im Großbosischen Garten erwähnt. Seit 1765 war er Mitglied der Leipziger Ökonomischen Societät. Im Jahre 1769 war er Gärtner in Arnolds Garten, von 1771 bis 1777 besaß er einen eigenen Garten am Grimmaischen Tor. Von 1778 bis 1782 war er schließlich Gärtner in Leischings Garten. Probst starb vermutlich im Jahr 1782, denn von 1783 an wird seine Witwe als Gärtnerin in Leischings Garten aufgeführt.
Auch studierte der Komponist Georg Philipp Telemann, der ein Blumenliebhaber war, die umfangreichen Versandkataloge von Probst. Des Weiteren stand Probst mit der Pflanzenliebhaberin Karoline Luise von Baden in schriftlichem Kontakt. Probsts Tochter Wilhelmine († nach 1802) war eine Freundin der Sängerin Corona Schröter, die eine Bekannte Johann Wolfgang von Goethes war.

## Werk
- Sommergewächs und Blumen-Saamen, So in dem Caspar Bosischen Garten Bey dessen Gaertner Johann Ernst Probsten zu finden Leipzig, den 1. Jan. 1745
- Wörter-Buch, worinnen derer Kräuter Nahmen, Beyworte und sonst gewöhnliche Redens-Arten aus dem Lateinischen ins Teutsche übertragen sind nebst einer kurtzen Beschreibung von denen Geschlechtern und Ordnungen derer Kräuter. Creuziger, Leipzig 1747.
- Verzeichniß derer inn- und ausländischen Bäume, Stauden und Sommer-Gewächse des Caspar Bosischen Gartens in vier Ordnungen wie solche sich im Jahr 1747 befunden. Leipzig 1747.
- Catalogus allerhand Franz- und anderer Obstbäume ingleichen Wein-Reben, Johannis- und Heidel-Beeren, auch Rosen etc. so im Caspar Bosischen Garten zu Leipzig vor dem Grimmischen Thore bey dem Gärtner Johann Ernst Probst zu finden. Breitkopf, Leipzig 1747.
- Eigentlicher Grundriß des Bosischen Gartens vor den Grimmischen Thore zu Leipzig wie er jetzo von ... Jo. Ernst Probst ist ... verbessert worden : 1765 / fil., M. F. Bernigeroth
- Aloe Americana Muricata Major So zu Leipzig in Caspar Bosischen Garten, vor dem Grim[m]ischen Thore, bey den Gärtner Johann Ernst Probsten Anno 1755 ... aufblühete ..., welcher dieses ... hat laßen in Kupffer bringen und heraus gegeben. Leipzig 1775.